# Planchettes (Oise)
Planchettes (französisch: Ru des Planchettes) ist ein kleiner Fluss, der im Norden von Frankreich im Département Oise der Region Hauts-de-France südlich der Stadt Compiègne verläuft.

## Geografie

### Verlauf
Der Fluss entspringt im Gemeindegebiet von Saint-Jean-aux-Bois, entwässert zunächst Richtung Westnordwest durch den Staatsforst Forêt domaniale de Compiègne, schwenkt im Unterlauf nach Südwesten und mündet nach insgesamt rund 15 Kilometern im Gemeindegebiet von Lacroix-Saint-Ouen als linker Nebenfluss in die Oise.

### Durchquerte Gemeinden
(Reihenfolge in Fließrichtung)
- Saint-Jean-aux-Bois
- Compiègne
- Lacroix-Saint-Ouen